# رادوشتسه (استان اشوی‌داشکسیه)
رادوشتسه (به لهستانی:  Radoszyce) یک روستا در لهستان است که در گمینا رادوشتسه واقع شده‌است. رادوشتسه ۳٬۴۰۰ نفر جمعیت دارد.